# Messene (Mythologie)
Messene (altgriechisch Μεσσήνη Messḗnē) ist eine Figur der griechischen Mythologie.
Sie ist die Tochter des Königs Triopas von Argos. Sie heiratet Polykaon, den jüngeren Sohn des Königs Lelex von Sparta.
Da Polykaon keinen Anspruch auf den spartanischen Thron hat, ermuntert Messene ihn, sich ein eigenes Königreich zu suchen. Sie sammeln in Argos und Sparta eine Gefolgschaft und ziehen nach Messenien, das nach ihr seinen Namen erhält. Dort gründen sie mehrere Städte, darunter Andania, das sie zu ihrer Residenzstadt machen. Messene soll dort die eleusinischen Mysterien eingeführt haben. Mit Polykaon soll sie außerdem den Kult des Zeus auf dem Ithome ins Leben gerufen haben.
Messene wurde in Messenien als Gründerin verehrt, nachdem ihr Glaukos einen Heroenkult gestiftet hatte. Sie wurde auf Münzen der Stadt Messene dargestellt. In dieser Stadt wurde ihr auch ein Tempel errichtet, in dem ihr aus Gold und parischem Marmor gefertigtes Kultbild stand.